# 三矢宮松

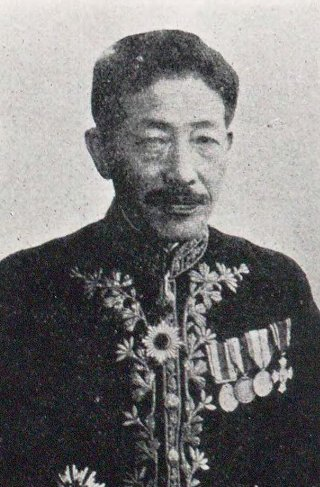
三矢宮松

三矢 宮松（みつや みやまつ、1880年（明治13年）10月23日 - 1959年（昭和34年）1月10日）は、日本の内務官僚、宮内官僚。愛刀家。

## 来歴
山形県西田川郡鶴岡町（現在の鶴岡市）に庄内藩士・三矢維顕の三男として生まれる。東京府立第四中学校、第一高等学校を卒業。1907年（明治40年）7月、東京帝国大学法科大学独法科を卒業。同年11月に高等文官試験行政科に合格し、文部属を経て、内務省に入省。
岐阜県事務官、福井県事務官、奈良県警察部長、三重県警察部長、宮城県警察部長、京都府警察部長、福井県内務部長を歴任し、1918年（大正7年）に休職となった。1920年（大正9年）、警察講習所教授に任じられ、内務書記官、内務参事官、内務監察官を務めた。
1924年（大正13年）9月、朝鮮総督府警務局長に就任。在任中の1925年（大正14年）6月に奉天省警務処処長于珍との間に、奉天省東辺道での朝鮮独立運動の取り締まりを奉天側に委任する『三矢協定』が結ばれた。
1926年（大正15年）、帝室林野局長官に就任。1932年（昭和7年）9月に涜職罪で起訴されるが、1934年（昭和9年）11月に無罪判決が下された。1940年（昭和15年）に帝室林野局長官を退官。
以後、横浜正金銀行監査役、根津美術館館長、帝国ホテル監査役などを務めた。
1946年（昭和21年）10月、公職追放となる。1959年（昭和34年）1月10日、死去。享年79 墓所は鶴岡市の本鏡寺。戒名『雙松院殿日光東嶺大居士』。

## 著書
- 『日本刀各時代の様相』（清閑舎、1943年）

## 栄典・授章・授賞
位階
- 1909年（明治42年）5月10日 - 従七位[8]
- 1911年（明治44年）6月20日 - 正七位[9]
- 1913年（大正2年）9月30日 - 従六位[10]
- 1915年（大正4年）10月20日 - 正六位[11]
- 1918年（大正7年）3月11日 - 従五位[12]
- 1923年（大正12年）10月20日 - 正五位[13]
- 1926年（大正15年）11月1日 - 従四位[14]
- 1931年（昭和6年）11月16日 - 正四位[15]
- 1936年（昭和11年）12月1日 - 従三位[16]
- 1940年（昭和15年）12月13日 - 正三位[17]

勲章等
- 1915年（大正4年）11月10日 - 大礼記念章（大正）[18]
- 1922年（大正11年）10月27日 - 勲六等瑞宝章[19]
- 1923年（大正12年）10月30日 - 勲五等瑞宝章[20]
- 1924年（大正13年）5月31日 - 勲四等瑞宝章[21]
- 1926年（大正15年）2月25日 - 勲三等瑞宝章[22]
- 1928年（昭和3年）12月28日 - 旭日中綬章[23]
- 1931年（昭和6年）3月20日 - 帝都復興記念章[24]
- 1933年（昭和8年）2月6日 - 勲二等瑞宝章[25]
- 1940年（昭和15年）8月15日 - 紀元二千六百年祝典記念章[26]
- 1941年（昭和16年）2月10日 - 勲一等瑞宝章[27]

外国勲章佩用允許
- 1941年（昭和16年）12月9日 - 満州帝国：建国神廟創建記念章[28]

## 親族
- 兄：三矢重松 - 国文学者、文学博士
- 岳父：黒崎研堂